# Myriozotisis
Myriozotisis is een geslacht van neteldieren uit de klasse van de Anthozoa (bloemdieren).

## Soorten
- Myriozotisis heatherae Alderslade, 1998
- Myriozotisis spinosa Alderslade, 1998